# Скін-вокер (комікси)
Skinwalker — мінісеріал коміксів 2003 року, опублікований Oni Press. Над текстами працювали Нунціо ДеФіліппіс та Крістін Вейр, а малюнки створив Браян Гертт.

## Опис
Мінісеріал розповідає про розслідування офіцера поліції племені навахо Енн Адакай та агента ФБР Грега Гаворта серії вбивств, у яких вбивця здирав шкіру жертви та надягав її шкіру, містичним чином приймаючи риси обличчя жертви й перетворюючись на них. Вбивця застосував ритуали племені навахо про перевтілення у скін-вокера — страшного перевертня, схожого на відьму в культурі Навахо. Це спонукає поліцейського Адакая підозрювати, що відповідальність несе хтось поза племенем. Від так у ході розслідування він вирушає за межі території племені навахо аж до Вашингтона, округ Колумбія (США).

## Публікація
- Skinwalker (автори Нунціо Де Філіппіс та Крістіна Вейр, з малюнками Браяна Гертта), Oni Press, tpb, 2003 ,ISBN 1-929998-45-7